# Stéphane Buffetaut
Pour les articles homonymes, voir Buffetaut.
 (juin 2024).
Si vous disposez d'ouvrages ou d'articles de référence ou si vous connaissez des sites web de qualité traitant du thème abordé ici, merci de compléter l'article en donnant les références utiles à sa vérifiabilité et en les liant à la section « Notes et références ».
Stéphane Buffetaut est un homme politique français, né le 8 mai 1953 à Paris. Dirigeant du Mouvement pour la France (MPF), il est député européen de 1997 à 1999. Il est ensuite membre du Comité économique et social européen.

## Situation personnelle
Spécialiste de droit public, il est titulaire d'un DESS de droit européen.
Il est actuellement premier maire-adjoint de la ville d’Apremont en Vendée, mais du fait de ses activités professionnelles, il réside aussi la moitié de son temps à Bruxelles.

## Parcours politique
Stéphane Buffetaut est connu pour son engagement chrétien. Il est un fin connaisseur de la doctrine sociale de l'Église catholique dont il est un ardent défenseur. Il se définit lui-même comme chrétien-social et conservateur.

### Élu local
Sa carrière politique commence dans le département de l'Eure : il est élu conseiller municipal de Louviers chargé des affaires culturelles. De 1995 à 2008, il est adjoint au maire de Versailles chargé du développement économique, de l'emploi, du tourisme et des relations internationales.

### Député européen
En 1997, il devient député européen à la suite de l’élection de Philippe de Villiers à l’Assemblée nationale française ; il siège au sein du groupe Indépendants pour l'Europe des nations. Il doit laisser sa place à la législature qui suit du fait de la liste d'union de Philippe de Villiers et de Charles Pasqua au sein du RPFIE.

### Comité économique et social européen
Il est membre du Comité économique et social européen (CESE) depuis 2002. Il en a présidé l'Observatoire du développement durable de 2008 à 2010. En septembre 2010, il a été élu président de la section des transports, de l'énergie, des infrastructures et de la société de l'information. À ce titre il siège au Bureau de cette organisation. Il est membre du CESE en sa qualité de directeur chargé des relations avec les institutions européennes du groupe Veolia Environnement.

### Engagements partisans
Stéphane Buffetaut est secrétaire général du MPF de 1998 à 1999. Il adhère ensuite au RPF (fusion provisoire du MPF et des dissidents du RPR groupés autour de Charles Pasqua) à la suite Philippe de Villiers.
En 2002, il choisit de rejoindre l'UMP. Il devient également adhérent du CNIP en 2008 au titre de la double appartenance. Bien que premier vice-président de ce mouvement et président de sa fédération des Yvelines, il reste en retrait de la vie politique active.
À partir de 2011, il milite pour un rapprochement du CNIP avec le Parti chrétien-démocrate de Christine Boutin, le MPF de Philippe de Villiers, ainsi qu’avec Charles Millon et ses réseaux de la Droite libérale-chrétienne. En 2012, il adhère au PCD et intègre son bureau politique. Candidat aux élections législatives de 2012 dans la  4e circonscription des Français de l’étranger (BENELUX), investi par le PCD et le CNIP, il est éliminé dès le premier tour avec 2 % des suffrages exprimés.

### Élections législatives de 2024
Il est candidat du Rassemblement national de la cinquième circonscription de Vendée aux élections législatives 2024.

## Décorations
- Chevalier de la Légion d'honneur.
- Chevalier de l'ordre national du Mérite.
- Chevalier de l'ordre du Mérite agricole.
- Chevalier de l'ordre équestre du Saint-Sépulcre de Jérusalem.

## Ouvrages
- Oui, la France a un avenir, éditions du Rocher, 2016, 236 pages
- Bienvenue en absurdistan, éditions Presses de la Délivrance, 2023, 180 pages